# خواكيم إرفين
خواكيم إرفين (بالألمانية: Joachim Erwin)‏ هو محامي وسياسي ألماني، ولد في 2 سبتمبر 1949 في شتاترودا في ألمانيا، وتوفي في 20 مايو 2008 في دوسلدورف في ألمانيا بسبب سرطان القولون. حزبياً، نشط في الاتحاد الديمقراطي المسيحي. وقد انتخب عمدة وانتخب عضو مجلس الشورى الموحد شمال الراين وستفاليا خلال فترته النيابية ‏ وانتخب List of mayors of Düsseldorf ‏.

## روابط خارجية
- خواكيم إرفين على موقع مونزينجر (الألمانية)
- خواكيم إرفين على موقع ميوزك برينز (الإنجليزية)